# Make You Feel My Love
"Make You Feel My Love" é uma canção escrita pelo artista norte-americano Bob Dylan que está no seu álbum Time Out of Mind de 1997. Foi lançada em formato comercial pelo cantor Billy Joel, sob o título "To Make You Feel My Love", antes da versão de Dylan ser lançada no final daquele ano. Esta canção foi regravada por diversos artistas e teve grande repercussão comercial com eles também. Entre os cantores que lançaram comercialmente covers da música estão Adele, Garth Brooks, Bryan Ferry e Kelly Clarkson. Dylan eventualmente lançou também a canção como single.

## Versão de Adele
Em 2008, a artista inglesa Adele regravou a canção "Make You Feel My Love" para o seu primeiro álbum de estúdio, 19 (2008). Foi lançada como o quinto e último single deste disco em 27 de outubro de 2008, e ocupou a quarta posição da UK Singles Chart. Contudo, a maioria das vendas deste single aconteceu no período 2010–2011.
Em janeiro de 2013, a rádio Heart listou a gravação de Adele como a música número um do Reino Unido de todos os tempos no seu Hall da fama do Top 500.

### Outras aparições na televisão
Em outras aparições na televisão dos Estados Unidos e do Reino Unido, a canção foi usada em Waterloo Road, One Tree Hill, Ghost Whisperer, Parenthood, The Bold and the Beautiful, General Hospital, Bones, Hollyoaks, EastEnders [carece de fontes?] e Glee. Além disso, o vídeo da canção de Adele foi lançado em canais de música, no final de setembro de 2008 e continua a ser destaque no site dela.

### Lista de gravações
Download digital (1ª versão)
1. "Make You Feel My Love" – 3:32

Download digital (2ª versão)
1. "Make You Feel My Love" – 3:32
2. "Make You Feel My Love" (vídeo) – 3:32

CD single
1. "Make You Feel My Love" – 3:32
2. "Painting Pictures" – 3:33

Versão do álbum 19
1. "Make You Feel My Love" – 3:32

Versão deluxe 19
1. "Make You Feel My Love" (ao vivo no Hotel Cafe) – 3:52

Chimes of Freedom versão ao vivo
1. "Make You Feel My Love" (gravado ao vivo na WXPN) – 4:04

Live at the Royal Albert Hall versão ao vivo
1. "Make You Feel My Love" (Ao vivo) - 3:48

### Gráficos
| Gráfico (2008–12)                             | Pico Posição |
| --------------------------------------------- | ------------ |
| Bélgica (Ultratip Bubbling Under de Flandres) | 17           |
| European Hot 100 Singles                      | 17           |
| Irlanda (IRMA)                                | 5            |
| Países Baixos (Dutch Top 40)                  | 3            |
| Escócia (Scottish Singles Chart)              | 4            |
| Suécia (Sverigetopplistan)                    | 44           |
| Reino Unido (UK Singles Chart)                | 4            |
| UK Official Streaming Chart Top 100           | 96           |

| País           | Certificação |
| -------------- | ------------ |
| Reino Unido    | Platina      |
| Estados Unidos | Ouro         |

| Gráfico (2009)      | Posição |
| ------------------- | ------- |
| Dutch Singles Chart | 7       |
| Gráfico (2010)      | Posição |
| UK Singles Chart    | 48      |